# Kristianstadsbladet
Kristianstadsbladet är en svensk dagstidning grundad år 1856. Tidningen har givits ut från den 20 september 1856. Tidningens fullständiga titel var 1900 till 1954 Nyaste/ Kristianstadbladet / Nyhets och annonstidning för Kristianstad stad och län. I samband med att Mellersta Skåne tillfördes tidningskoncernen kom SST, Södra Sveriges Tidningar att föras till titeln. Det föll bort 1984.
Kristianstadsbladet är en liberal morgontidning. Tidningen är från och med 1 januari 2018 helägd av Gota Media AB. Tidigare ägdes tidningen från 2011 av Gota Media (65 procent) och stiftelsen Kristianstadspress (35 procent). Jörgen Svensson är chefredaktör och ansvarig utgivare. Sofia Nerbrand är politisk redaktör. Tidningen har sitt spridningsområde i nordöstra Skåne, med redaktioner i Kristianstad, Hässleholm, Bromölla, Östra Göinge och Osby. Sedan 2021 är tidningen Norra Skåne en edition av Kristianstadsbladet.
Tidningen kommer ut i pappersformat sex dagar i veckan sedan 1891 och uppdateras numera digitalt dygnet runt på Kristianstadsbladet.se.
Med anledning av tidningens 150-årsjubileum 2006 instiftades Kristianstadsbladets Kultur- och Nöjespris, som årligen utdelas i september.

## Redaktion
Kristianstad har varit redaktionsort för tidningen hela utgivningstiden. Politiskt har tidningens tendens varit liberal hela tiden men ibland benämnts frisinnad och folkpartistisk.1924-1925 betecknar SVAT tidningen som höger vilket är enda gången. Tidningen hade som närstående tidning Mellersta Skåne under åren 1964-1986 och kallade sig då Södra Sveriges Tidningar, SST. Editioner har varit många under åren varibland Hässleholmseditionen utgiven 1955-1959 samt Göingebygden åren 1986-1989 kan nämnas. Kristianstadsbladets Veckoupplaga kom ut under några år 1894-1896.
Tidningsbilagan Mosaik, som började ges ut den 2 april 2016 har text på svenska, engelska och arabiska.
Utgivningsbevis för tidningen utfärdades för boktryckerifaktorn A. Holmberg den 22 augusti 1856 och sedan för inspektor Lars Isacsson 28 december 1858 samt boktryckaren N. P. Palmblad den 6 oktober 1862. Nästa utgivningsbevis var för boktryckaren Carl Justus Mattias Möllersvärd utfärdat den 24 oktober 1866. Bruksägaren fil. d:r J. G. Wahlström fick utgivningsbevis 11 december 1871 och läroverksadjunkten fil. d:r S. H. B. Svensson den 11 september 1873 och slutligen för redaktören Anders Ljunggren den 4 november 1874.
| Period                 | Ansvarig utgivare                         | Period                 | Redaktör                         |                  |
| 1856-08-22--1858-12-27 | Holmerg A                                 | 1856–1862              | Christoffer Olofsson Angeldorff, |                  |
| 1858-12-28--1862-10-05 | Lars Isacsson                             | 1856–1862              | Christoffer Olofsson Angeldorff, |                  |
| 1862-10-06--1866-10-23 | N. P. Palmblad                            | 1862–1874              | Möllersvärd, Carl Justus Mattias |                  |
| 1866-10-24--1871-11-11 | Möllersvärd, Carl Justus Mattias          | 1862–1874              | Möllersvärd, Carl Justus Mattias |                  |
| 1871-11-12--1873-09-10 | J. G. Wahlström                           | 1874-01-02--1918-05-24 | Ljunggren, Anders                |                  |
| 1873-09-11--1874-11-03 | S. H. B. Svensson                         | 1874-01-02--1918-05-24 | Ljunggren, Anders                |                  |
| 1874-11-04--1912-05-21 | Ljunggren, Anders                         | 1874-01-02--1918-05-24 | Ljunggren, Anders                |                  |
| 1912-05-22--1952-01-18 | Olofson, Sven Joel redaktionssekreteraren | 1918-05-25--1952-01-16 | Olofson, Sven                    |                  |
| 1952-01-19--1968-09-30 | Olofson, Christer                         | 1952-01-17--1952-01-18 | Ingen uppgift                    |                  |
| 1968-10-01--1974-01-31 | Persson, Lennart                          | 1952-01-19--1978-06-30 | Olofson, Christer                |                  |
| 1974-02-01--1975-06-15 | Olofson, Christer                         | 1978-07-01--1987-11-30 | Nilsson, Olle                    | chef red         |
| 1975-06-16--1978-06-30 | Larsson, Nils Erik                        | 1987-12-01--1993-05-29 | Lindberg, Lars-John              | chef red         |
| 1978-07-01--1988-03-06 | Nilsson, Olle                             | 1993-06-01--1995-10-31 | Nyberg, Curt                     | red chef         |
| 1988-03-07--1993-06-28 | Lindberg, Lars-John                       | 1993-06-01--1994-12-31 | Lindberg, Lars-John              | politisk chefred |
| 1993-06-29--1994-06-16 | Larsson, Nils Erik                        | 1995-11-01--1995-11-30 | Lindberg, Lars-John              | politisk chefred |
| 1994-06-17--1996-01-31 | Nyberg, Kurt                              | 1995-12-01--1995-12-31 | Vultée, Lars Åke von             | politisk red     |
| 1996-02-01--1999-10-21 | Lundman, Mats                             | 1996-02-01--1999-10-21 | Lundman, Mats                    |                  |
| 1999-10-22--1999-10-22 | Mattisson, Birgitta                       | 1999-10-22--1999-10-22 | Mattisson, Birgitta              | t f red chef     |
| 1999-10-23--1999-10-23 | Lundman, Mats                             | 1999-10-23--1999-10-23 | Lundman, Mats                    |                  |
| 1999-10-25--2000-04-04 | Mattisson, Birgitta                       | 1999-10-25--2000-04-04 | Mattisson, Birgitta              | tf red chef      |
| 2000-04-05--2004-12-31 | Melin, Peter                              | 2000-04-05--2004-12-31 | Melin, Peter                     |                  |
| 2005-01-03--2005-12-31 | Bengtsson, Håkan tillförordnad            | 2005-01-03--2005-12-31 | Bengtsson, Håkan                 | Tf chefredaktör  |
| 2006-01-02--2010-09-22 | Bernfalk, Lasse                           | 2006-01-02--2010-09-22 | Bernfalk, Lasse                  |                  |
| 2010-09-23--2011-04-23 | Svensson, Jörgen                          | 2010-09-23--           | Svensson, Jörgen                 |                  |
| 2011-04-26--2011-05-05 | Schölin, Bengt-Inge                       |                        |                                  |                  |
| 2011-05-06--2014-01-24 | Svensson, Jörgen                          |                        |                                  |                  |
| 2014-01-25--2014-02-03 | Schölin, Bengt-Inge                       |                        |                                  |                  |
| 2014-02-04--2017-12-27 | Svensson, Jörgen                          |                        |                                  |                  |
| 2017-12-28--2017-12-31 | Schölin, Bengt-Inge                       |                        |                                  |                  |
| 2018-01-03--           | Svensson, Jörgen                          |                        |                                  |                  |

## Utgivningsfrekvens
| Period                 | Frekvens | Dag                     | Tid  |
| 1856-09-20--1866-11-24 | 2/v      | on, lö                  |      |
| 1866-11-26--1886-12-31 | 3/v      | må, on, lö              |      |
| 1887-01-01--1891-11-30 | 4/v      | må, on, to, lö          |      |
| 1891-12-01--1930-12-31 | 6/v      | må, ti, on, to, fre, lö |      |
| 1931-01-02--1954-12-31 | 6/v      | må, ti, on, to, fre, lö | mid  |
| 1955-01-02--           | 6/v      | må, ti, on, to, fre, lö | morg |

## Förlag och ägare
Förlag för tidningen var Anders Ljunggren & Johan Larsson i Kristianstad från 1900-1918. Den 31 maj 1918 blev det istället familjerna Larsson & Olofson ända till 1987 års slut. Sven Olofsson köpte Anders Ljungrens andel i tidningen. Förlaget hette sedan Kristianstadsbladet, Larsson & Olofson kommanditbolag till 30 september 1995. Det blev sedan 2 oktober 1995 Kristianstadsbladet Aktiebolag. 2003 den 2 januari blev Skånemedia aktiebolag ägare vilket var ett samägande mellan lokala ägare och Sydsvenskan. Gota Media köpte i juni 2011 65 % av Skånemedia. Från den 1 januari 2020 står Gota Media i Kalmar som förlag för tidningen.

## Tryckning
Tiningen trycktes i Kristianstad på tidningens eget tryckeri till 2005. Till 1986 låg tryckeriet inne vid tidningens huvudkontor men flyttades 1986 ut i en byggnad på Härlövs ängar. Tidningen trycktes där till 2005. Tryckerier framgår av tabellen nedan. Tidningen fick Teleprinter år 1945.
| Period                 | Tryckeri                             | Ort                | Kommentar                 |
| 1900-01-02--1964-10-30 | Kristianstadsbladets tryckeri        | Kristianstad       |                           |
| 1964-11-02--1986-09-30 | Södra Sveriges tidningars tryckeri   | Kristianstad       | Ny tryckhall i centrum    |
| 1986-10-01--2005-10-07 | Kristianstadsbladets tryckeri        | Kristianstad       | Tryckeri på Härlövs ängar |
| 1997-09-05--1999-05-26 | Maul-Belser                          | Nürnberg, Tyskland | TV-magasinet              |
| 1999-04-01--2002-05-30 | Interprint                           | Stockholm          | TV-magasinet              |
| 2005-10-08--2006-05-30 | JMS Rulloffset Malmö                 | Malmö              |                           |
| 2006-05-31--2011-06-20 | Rulloffset i Kristianstad aktiebolag | Kristianstad       |                           |
| 2011-06-21--2013-03-30 | Bold/Sydsvenskan tryck aktiebolag    | Malmö              | Skånemedia                |
| 2013-04-02--           | Sydostpressarna                      | Karlskrona         | Gota Media                |

Tryckeriutrustning har under 1900-talet varit rotationspressar från 1920 en flattrycks-rotationspress, som 1934 ersattes av en tolvsidig rotationspress. 1954 var det dags för en tjugofyrasidig rotationspress som gjorde fler sidor möjliga. !966 byggdes en ny tryckhall i anslutning till tidningens lokaler i centrala Kristianstad med ny högtryckspress och 1977 gick man över till offsettpress av typ Ceusot- Loire.
Typsnitt var antikva och fraktur till 31 december 1881 sedan bara antikva. Tidningen Färg Svart Svart +2 från 1966-04-07, fyrfärg från 1 januari 1977.
Satsytan var stor med varierande folioformat sedan ofta 52 x 36-39 cm. Från 1998 började tidningen tryckas som tabloid även om bilagor fortsatt hade större format. Ny har tidningen helt gått över till tabloidformat.
Tidningen hade inledningsvis 4 sidor vilket i mitten av 1950-talet var 12-16 sidor.1980 var det 20-32 sidor och år 2000 hade tidningen 32-52 sidor. Antalet sidor fortsatte att öka och 2006 nåddes 60-96 sidor. Maxantalet sidor nåddes 2010 när tidningen hade 52-104 sidor sedan dess har antalet sidor minskat och 2020 var det 32-64 sidor i tidningen.
Upplagan har stigit sakta från 6000 1904 till 12 000 1927 och nådde över 20 000 1942. Den var sedan stabil till mitten av 1950-talet då den ökade till 24 000.1970 nådde upplagan över 30 000 exemplar. 1992 nådde upplagan över 33 000 vilket är toppnoteringen. Sedan dess har upplagan sakta sjunkit till 23 000 2020.
Priset för tidningen var 1900 4,80 kr och gick efter första världskriget upp till 16 kronor 1921 men förblev stabilt till andra världskriget då tidningen kostade 18 kronor. 1960 hade priset nått 60 kronor, 1970 130 kronor, 1980 395 kronor, 1990 890 kr. År 2000 kostade årsprenumeration 1610 kronor. 2022 kostar tidningen 4188 kronor.
Sedan 2015 mäts annonsomfattningen av tidningen som 2015 var cirka 40 % och har sedan sjunkit till runt 30 % 2020.